# کشتی در المپیک تابستانی ۲۰۱۶ - مسابقات گزینشی
مسابقات جهانی لاس وگاس آمریکا مرحله اول رقابت‌های کسب سهمیه کشتی در بازی‌های المپیک تابستانی ۲۰۱۶ محسوب می‌شود که روزهای ۷ تا ۱۲ سپتامبر سال ۲۰۱۵ (شهریور ۹۴) برگزار می‌شود و در هر وزن مجموعاً شش نفر (نفرات اول تا پنجم) مجوز حضور در المپیک را کسب می‌کنند. مسابقات گزینشی در قاره آسیا روزهای ۱۸ تا ۲۰ مارس ۲۰۱۶ (۲۷ تا ۲۹ اسفند ۹۴) در قزاقستان برگزار می‌شود که نفرات اول و دوم هر وزن مجوز حضور در المپیک ریو را بدست می‌آورند. همچنین همانند مسابقات آسیایی در قاره‌های مختلف مسابقات گزینشی برای کشتی گیران آن قاره برگزار خواهد شد.
اولین مسابقات گزینشی المپیک (برای تمامی کشورها) نیز ۲۲ تا ۲۴ آوریل سال ۲۰۱۶ (۲ تا ۴ اردیبهشت ۹۵) در اولان باتور مغولستان برگزار می‌شود که در هر وزن سه نفر در رشته مردان مجوز حضور در المپیک را کسب می‌کنند و دومین رقابت گزینشی المپیک ۶ تا ۸ می سال ۲۰۱۶ (۱۶ تا ۱۸ اردیبهشت ۹۵) در شهر استانبول ترکیه انجام خواهد شد که در هر وزن دو نفر اول رشته مردان مجوز حضور در مسابقات را بدست می‌آورند. در مجموع ۲۲۸ کشتی‌گیر مرد و ۱۰۸ کشتی‌گیر زن و مجموعاً ۳۳۶ کشتی‌گیر در رقابت‌های المپیک که روزهای ۵ تا ۱۸ اوت سال ۲۰۱۶ میلادی (مرداد ۹۵) در ریودوژانیرو برزیل برگزار خواهد شد، حضور دارند. رقابت‌های کشتی المپیک از سال ۲۰۱۶ در ۶ وزن آزاد مردان، ۶ وزن فرنگی مردان و ۶ وزن زنان برگزار خواهد شد که نسبت به سال ۲۰۱۲ در رشته آزاد و فرنگی مردان یک‌وزن کم شده‌است و به زنان ۲ وزن اضافه شده‌است.

## جدول زمانی
| تورنمنت                            | زمان برگزاری         | میزبان                        |
| ---------------------------------- | -------------------- | ----------------------------- |
| مسابقات قهرمانی جهان ۲۰۱۵          | September 7–15, 2015 | لاس وگاس، ایالات متحده آمریکا |
| مسابقات انتخابی پان آمریکن         | March 4–6, 2016      | فریسکو، ایالات متحده آمریکا   |
| مسابقات انتخابی آسیا               | March 18–20, 2016    | آستانه، قزاقستان              |
| مسابقات انتخابی آفریقا و اقیانوسیه | April 1–3, 2016      | الجزائر، الجزیره              |
| مسابقات انتخابی اروپا              | April 15–17, 2016    | زرنجانین، صربستان             |
| مسابقات انتخابی جهانی اول          | April 22–24, 2016    | اولان باتور، مغولستان         |
| مسابقات انتخابی جهانی دوم          | May 6–8, 2016        | استانبول، ترکیه               |

## کشتی گیران آزاد دارای سهمیه المپیک

### ۵۷ کیلوگرم
| تورنمنت                            | سهمیه‌ها | کشتی گیران واجد شرایط                                                                                                  |
| ---------------------------------- | ------- | --- |
| مسابقات قهرمانی جهان ۲۰۱۵          | ۶       | ولادیمر خینچگاشویلی (GEO) حسن رحیمی (IRI) بخبایار اردنبات (MGL) ویکتور لبدوف (RUS) آرتاس سانا (KAZ) جونگ هاک جین (PRK) |
| مسابقات انتخابی پان آمریکن         | ۲       | یولیس بون (CUB) تونی راموس (USA)                                                                                       |
| مسابقات انتخابی آسیا               | ۲       | ری هیگوچی (JPN) جونسیک یون (KOR)                                                                                       |
| مسابقات انتخابی آفریقا و اقیانوسیه | ۲       | آداما دیاتا (SEN) شاکر انصاری (MAR)                                                                                    |
| مسابقات انتخابی اروپا              | ۲       | ولادیمیر دابوف (BUL) گارنیک ناتساکیان (ARM)                                                                            |
| مسابقات انتخابی جهانی اول          | ۳       | ایوان گودیان (ROU) میرجلال حسن‌زاده (AZE) ساندیپ تومار (IND)                                                            |
| مسابقات انتخابی جهانی دوم          | ۲       | سلیمان آتلی (TUR) عباس رحمان‌اف (UZB)                                                                                   |
| میزبان                             | ۰       | — |
| مجموع                              | ۱۹      | |

### ۶۵ کیلوگرم
| تورنمنت                            | سهمیه‌ها | کشتی گیران واجد شرایط |
| ---------------------------------- | ------- | --- |
| مسابقات قهرمانی جهان ۲۰۱۵          | ۶       | فرانک چامیزو (ITA) اختیار نوروزف (UZB) سوسلان رامونوف (RUS) احمد محمدی (IRI) مانداخناران گانزوریگ (MGL) طغرل عسگراف (AZE) |
| مسابقات انتخابی پان آمریکن         | ۲       | والدس توبیر (CUB) فرانکلین گومز (PUR)                                                                                     |
| مسابقات انتخابی آسیا               | ۲       | یوگشوار دات (IND) کاتای ییرلانبیک (CHN)                                                                                   |
| مسابقات انتخابی آفریقا و اقیانوسیه | ۲       | دنیل آماس (NGR) ساهیت پریزرنی (AUS)                                                                                       |
| مسابقات انتخابی اروپا              | ۲       | دیوید صفریان (ARM) زورابی ایاکوبیشویلی (GEO)                                                                              |
| مسابقات انتخابی جهانی اول          | ۳       | آدام باتیروف (BRN) یاکوپ گور (TUR) بوریسلاو نوواچکوف (BUL)                                                                |
| مسابقات انتخابی جهانی دوم          | ۲       | هایسلان گارسیا (CAN) فرانک مولینارو (USA)                                                                                 |
| میزبان                             | ۰       | — |
| مجموع                              | ۱۹      | |

### ۷۴ کیلوگرم
| تورنمنت                            | سهمیه‌ها | کشتی گیران واجد شرایط |
| ---------------------------------- | ------- | --- |
| مسابقات قهرمانی جهان ۲۰۱۵          | ۶       | جردن باروز (USA) اونوربات پروجاو (MGL) نارسینگ پانچام یاداو (IND) انور گدویف (RUS) زلیمخان حاجیف (FRA) علیرضا قاسمی (IRI) |
| مسابقات انتخابی پان آمریکن         | ۲       | لیوان لوپز (CUB) کارلوس ایزگویردو (COL)                                                                                   |
| مسابقات انتخابی آسیا               | ۲       | گلیم خام یوسربایف (KAZ) سوساکه تاکاتانی (JPN)                                                                             |
| مسابقات انتخابی آفریقا و اقیانوسیه | ۲       | آگوستو میدانا (GBS) تالگوت ایلیاسوف (AUS)                                                                                 |
| مسابقات انتخابی اروپا              | ۲       | جبرییل حسن‌اف (AZE) یاکوب ماکارشویلی (GEO)                                                                                 |
| مسابقات انتخابی جهانی اول          | ۳       | سونر دمیرتاش (TUR) گئورگی ایوانوف (BUL) اوقنی ندآلکو (MDA)                                                                |
| مسابقات انتخابی جهانی دوم          | ۲       | بکزاد عبدالرحمانوف (UZB) تایموراز فریف (ESP)                                                                              |
| میزبان                             | ۰       | — |
| مجموع                              | ۱۹      | |

### ۸۶ کیلوگرم
| تورنمنت                            | سهمیه‌ها | کشتی گیران واجد شرایط |
| ---------------------------------- | ------- | --- |
| مسابقات قهرمانی جهان ۲۰۱۵          | ۶       | عبدالرشید سعدالله‌اف (RUS) سلیم یاشار (TUR) ساندرو آمیناشویلی (GEO) علیرضا کریمی (IRI) ماگومد حاجی خاتیف (AZE) میهایل گانف (BUL) |
| مسابقات انتخابی پان آمریکن         | ۲       | رینیریس سالاس (CUB) جیمی اسپینال (PUR)                                                                                          |
| مسابقات انتخابی آسیا               | ۲       | یوتیومن اورگودول (MGL) آزلان کاخیدزه (KAZ)                                                                                      |
| مسابقات انتخابی آفریقا و اقیانوسیه | ۲       | محمد زاقلول (EGY) محمد سعادوی (TUN)                                                                                             |
| مسابقات انتخابی اروپا              | ۲       | ایستوان ورب (HUN) آمارهاجی ماهامدائو (BLR)                                                                                      |
| مسابقات انتخابی جهانی اول          | ۳       | جایدن کوکس (USA) پترو سبالوس (VEN) زبیگنیف بارانوفسکی (POL)                                                                     |
| مسابقات انتخابی جهانی دوم          | ۲       | بی شنگفنگ (CHN) گوان‌اوک کیم (KOR)                                                                                               |
| میزبان                             | ۰       | — |
| مجموع                              | ۱۹      | |

### ۹۷ کیلوگرم
| تورنمنت                            | سهمیه‌ها | کشتی گیران واجد شرایط |
| ---------------------------------- | ------- | --- |
| مسابقات قهرمانی جهان ۲۰۱۵          | ۶       | کایل اسنایدر (USA) عبدالسلام گادیسف (RUS) ختاگ گازیموف (AZE) پاولو اولینیک (UKR) الیزبار اودیکادزه (GEO) عباس طحان (IRI) |
| مسابقات انتخابی پان آمریکن         | ۲       | خاویر کورتینا (CUB) ژوزه روبرتی (VEN)                                                                                    |
| مسابقات انتخابی آسیا               | ۲       | ماگومد موسائف (KGZ) مامد ابراگیموف (KAZ)                                                                                 |
| مسابقات انتخابی آفریقا و اقیانوسیه | ۲       | سوسو تامارائو (NGR) بدوپاسا بوآساد (GBS)                                                                                 |
| مسابقات انتخابی اروپا              | ۲       | رادوسلاو باران (POL) ابراهیم بلوک باسی (TUR)                                                                             |
| مسابقات انتخابی جهانی اول          | ۳       | جئورجی گتائف (ARM) ماگومد ابراگیموف (UZB) نیکولا کبان (MDA)                                                              |
| مسابقات انتخابی جهانی دوم          | ۲       | آلبرت ساریتوف (ROU) خودربولگا دورجخاندین (MGL)                                                                           |
| میزبان                             | ۰       | — |
| مجموع                              | ۱۹      | |

### ۱۲۵ کیلوگرم
| تورنمنت                            | سهمیه‌ها | کشتی گیران واجد شرایط |
| ---------------------------------- | ------- | --- |
| مسابقات قهرمانی جهان ۲۰۱۵          | ۶       | طاها آکگل (TUR) جمال الدین ماگومداف (AZE) گنو پتریاشویلی (GEO) بیلال ماخوف (RUS) جارگالسایخان چولونبات (MGL) لوان بریانیدزه (ARM) |
| مسابقات انتخابی پان آمریکن         | ۲       | ترول دلاگنف (USA) کوری یارویس (CAN)                                                                                               |
| مسابقات انتخابی آسیا               | ۲       | کمیل قاسمی (IRI) دولت شبان‌بای (KAZ)                                                                                               |
| مسابقات انتخابی آفریقا و اقیانوسیه | ۲       | دیاآلدین کمل (EGY) سلیم ترابلسی (TUN)                                                                                             |
| مسابقات انتخابی اروپا              | ۲       | لیوون لیف (BUL) دنیل لیگتی (HUN)                                                                                                  |
| مسابقات انتخابی جهانی اول          | ۳       | ژیوی دنگ (CHN) روبرت باران (POL) آیال لازارف (KGZ)                                                                                |
| مسابقات انتخابی جهانی دوم          | ۲       | الکساندر خوتسیانیوسکی (UKR) ابراهیم سعیدف (BLR)                                                                                   |
| میزبان                             | ۰       | — |
| مجموع                              | ۱۹      | |

## کشتی گیران فرنگی دارای سهمیه المپیک

### ۵۹ کیلوگرم
| تورنمنت                            | سهمیه‌ها | کشتی گیران واجد شرایط                                                                                               |
| ---------------------------------- | ------- | --- |
| مسابقات قهرمانی جهان ۲۰۱۵          | ۶       | اسماعیل بوررو (CUB) روشن بایراموف (AZE) یون وونچول (PRK) المت کبیسپایف (KAZ) آرسن ارالیف (KGZ) سوسلان دائوروف (BLR) |
| مسابقات انتخابی پان آمریکن         | ۲       | آندرس مونتانو آرویو (ECU) رایبر اوروزکو رودریگز (VEN)                                                               |
| مسابقات انتخابی آسیا               | ۲       | وانگ لومین (CHN) شینوبو اوتا (JPN)                                                                                  |
| مسابقات انتخابی آفریقا و اقیانوسیه | ۲       | حاتم محمود (EGY) مهدی المسعودی (MAR)                                                                                |
| مسابقات انتخابی اروپا              | ۲       | سانال سمنوف (RUS) کریستین فریس (SRB)                                                                                |
| مسابقات انتخابی جهانی اول          | ۳       | سیونگ کیم (KOR) استیک اندرو برگ (NOR) المورات تاسمورادوف (UZB)                                                      |
| مسابقات انتخابی جهانی دوم          | ۲       | حمید سوریان (IRI) جسی تیلکه (USA)                                                                                   |
| میزبان                             | ۰       | — |
| مجموع                              | ۱۹      | |

### ۶۶ کیلوگرم
| تورنمنت                            | سهمیه‌ها | کشتی گیران واجد شرایط |
| ---------------------------------- | ------- | --- |
| مسابقات قهرمانی جهان ۲۰۱۵          | ۶       | فرانک اشتبلر (GER) هان‌سو ریو (KOR) دوور اشتفانک (SRB) آرتم سورکوف (RUS) طارق عزیز بن عیسی (ALG) میهران هاروتیونیان (ARM) |
| مسابقات انتخابی پان آمریکن         | ۲       | ریواس ویلیوکس (VEN) میگوئل مارتینز کاخ (CUB)                                                                             |
| مسابقات انتخابی آسیا               | ۲       | اینوئه توموهیرو (JPN) امید نوروزی (IRI)                                                                                  |
| مسابقات انتخابی آفریقا و اقیانوسیه | ۲       | احمد صالح (EGY) وینود کومار (AUS)                                                                                        |
| مسابقات انتخابی اروپا              | ۲       | تاماس لورینچ (HUN) شماگی بولکوادزه (GEO)                                                                                 |
| مسابقات انتخابی جهانی اول          | ۳       | یونات پانایت (ROU) ترو والیماکی (FIN) ادگاراس ونکایتیس (LTU)                                                             |
| مسابقات انتخابی جهانی دوم          | ۲       | رسول چونایف (AZE) روسلان تسارف (KGZ)                                                                                     |
| میزبان                             | ۰       | — |
| مجموع                              | ۱۹      | |

### ۷۵ کیلوگرم
| تورنمنت                            | سهمیه‌ها | کشتی گیران واجد شرایط                                                                                           |
| ---------------------------------- | ------- | --- |
| مسابقات قهرمانی جهان ۲۰۱۵          | ۶       | رومن ولاسوف (RUS) مارک مادسن (DEN) اندی بیسک (USA) دوسژان کارتیکوف (KAZ) سعید عبدولی (IRI) الوین مورسالیف (AZE) |
| مسابقات انتخابی پان آمریکن         | ۲       | یوریساندی ریوس (CUB) کارلوس مونیوز (COL)                                                                        |
| مسابقات انتخابی آسیا               | ۲       | کیم هیون-وو (KOR) دلشادجان توردیف (UZB)                                                                         |
| مسابقات انتخابی آفریقا و اقیانوسیه | ۲       | زید آیت اکرام (MAR) محمد فاوزی (EGY)                                                                            |
| مسابقات انتخابی اروپا              | ۲       | ویکتور نمس (SRB) زوراب داتوناشویلی (GEO)                                                                        |
| مسابقات انتخابی جهانی اول          | ۳       | پیتر باکسی (HUN) یانگ بین (CHN) آرسن جولفالاکیان (ARM)                                                          |
| مسابقات انتخابی جهانی دوم          | ۲       | سلچوک چبی (TUR) دانیل الکساندروف (BUL)                                                                          |
| میزبان                             | ۰       | بوزو استارسویچ (CRO)                                                                                            |
| مجموع                              | ۱۹      | |

### ۸۵ کیلوگرم
| تورنمنت                            | سهمیه‌ها | کشتی گیران واجد شرایط                                                                                                  |
| ---------------------------------- | ------- | --- |
| مسابقات قهرمانی جهان ۲۰۱۵          | ۶       | ژان بلنیوک (UKR) رستم آساکالوف (UZB) حبیب‌الله اخلاقی (IRI) سامان طهماسبی (AZE) رامی هیتانیمی (FIN) ویکتور لورینس (HUN) |
| مسابقات انتخابی پان آمریکن         | ۲       | اردن هولم (USA) آلفونسو یپز (MEX)                                                                                      |
| مسابقات انتخابی آسیا               | ۲       | فی پنگ (CHN) راویندر ختری (IND)                                                                                        |
| مسابقات انتخابی آفریقا و اقیانوسیه | ۲       | احمد عثمان (EGY) آدم بوجملین (ALG)                                                                                     |
| مسابقات انتخابی اروپا              | ۲       | الکسی میشین (RUS) نیکولای بایریاکوف (BUL)                                                                              |
| مسابقات انتخابی جهانی اول          | ۳       | جاوید حمزاتوف (BLR) ماکسیم مانوکیان (ARM) زاکاریاس برگ (SWE)                                                           |
| مسابقات انتخابی جهانی دوم          | ۲       | دنیس کودلا (GER) روبرت کوبلیاشویلی (GEO)                                                                               |
| میزبان                             | ۰       | — |
| مجموع                              | ۱۹      | |

### ۹۸ کیلوگرم
| تورنمنت                            | سهمیه‌ها | کشتی گیران واجد شرایط                                                                                               |
| ---------------------------------- | ------- | --- |
| مسابقات قهرمانی جهان ۲۰۱۵          | ۶       | آرتور الکسانیان (ARM) قاسم رضایی (IRI) اسلام ماگومدوف (RUS) دیمیتری تیمچنکو (UKR) الیس گوری (BUL) آلین الکسوج (ROU) |
| مسابقات انتخابی پان آمریکن         | ۲       | یاسمانی لوگو کابریرا (CUB) لوئیس پرز (VEN)                                                                          |
| مسابقات انتخابی آسیا               | ۲       | دی ژیائو (CHN) هردیپ سینگ (IND)                                                                                     |
| مسابقات انتخابی آفریقا و اقیانوسیه | ۲       | حمدی السعید (EGY) حمزه حلوی (ALG)                                                                                   |
| مسابقات انتخابی اروپا              | ۲       | آردو آروسار (EST) آدام وارگا (HUN)                                                                                  |
| مسابقات انتخابی جهانی اول          | ۳       | الکساندر هرابوویک (BLR) روازی نادارشویلی (GEO) فردریک شوئن (SWE)                                                    |
| مسابقات انتخابی جهانی دوم          | ۲       | جنک ایلدم (TUR) دیاگورو تیامونچینی (ITA)                                                                            |
| میزبان                             | ۰       | — |
| مجموع                              | ۱۹      | |

### ۱۳۰ کیلوگرم
| تورنمنت                            | سهمیه‌ها | کشتی گیران واجد شرایط                                                                                            |
| ---------------------------------- | ------- | --- |
| مسابقات قهرمانی جهان ۲۰۱۵          | ۶       | رضا کایالپ (TUR) میخایین لوپز (CUB) اولکساندر چرنتسکی (UKR) بیلال ماخوف (RUS) صباح شریعتی (AZE) رابی اسمیت (USA) |
| مسابقات انتخابی پان آمریکن         | ۲       | اروین کارابالو (VEN) آنتونتی جائودی (BRA)                                                                        |
| مسابقات انتخابی آسیا               | ۲       | نورماخان تینالیف (KAZ) مراد رامانوف (KGZ)                                                                        |
| مسابقات انتخابی آفریقا و اقیانوسیه | ۲       | عبدالطیف محمد (EGY) ایوان پوپوف (AUS)                                                                            |
| مسابقات انتخابی اروپا              | ۲       | هیکی نابی (EST) ادوارد پوپ (GER)                                                                                 |
| مسابقات انتخابی جهانی اول          | ۳       | امیر قاسمی (IRI) کانگ منگ (CHN) مؤمن جان عبدالله‌یف (UZB)                                                         |
| مسابقات انتخابی جهانی دوم          | ۲       | یوهان اورن (SWE) یاکوبی گاجایا (GEO)                                                                             |
| میزبان                             | ۰       | — |
| مجموع                              | ۱۹      | |

## کشتی گیران آزاد زن دارای سهمیه المپیک

### ۴۸ کیلوگرم
| تورنمنت                            | سهمیه‌ها | کشتی گیران واجد شرایط |
| ---------------------------------- | ------- | --- |
| مسابقات قهرمانی جهان ۲۰۱۵          | 6       | اری توساکا (JPN) · ماریا استادنیک (AZE) · Jessica Blaszka (NED) · Geneviève Morrison (CAN) · Li Hui (CHN) · Valentina Islamova (RUS) |
| مسابقات انتخابی پان آمریکن         | ۲       | |
| مسابقات انتخابی آسیا               | ۲       | |
| مسابقات انتخابی آفریقا و اقیانوسیه | ۲       | |
| مسابقات انتخابی اروپا              | ۲       | |
| مسابقات انتخابی جهانی اول          | ۳       | |
| مسابقات انتخابی جهانی دوم          | ۲       | |
| میزبان                             | ۰       | — |
| مجموع                              | ۱۹      | |

### ۵۳ کیلوگرم
| تورنمنت                            | سهمیه‌ها | کشتی گیران واجد شرایط |
| ---------------------------------- | ------- | --- |
| مسابقات قهرمانی جهان ۲۰۱۵          | 6       | اری توساکا (JPN) · ماریا استادنیک (AZE) · Jessica Blaszka (NED) · Geneviève Morrison (CAN) · Li Hui (CHN) · Valentina Islamova (RUS) |
| مسابقات انتخابی پان آمریکن         | ۲       | |
| مسابقات انتخابی آسیا               | ۲       | |
| مسابقات انتخابی آفریقا و اقیانوسیه | ۲       | |
| مسابقات انتخابی اروپا              | ۲       | |
| مسابقات انتخابی جهانی اول          | ۳       | |
| مسابقات انتخابی جهانی دوم          | ۲       | |
| میزبان                             | ۰       | — |
| مجموع                              | ۱۹      | |

### ۵۸ کیلوگرم
| تورنمنت                            | سهمیه‌ها | کشتی گیران واجد شرایط |
| ---------------------------------- | ------- | --- |
| مسابقات قهرمانی جهان ۲۰۱۵          | 6       | اری توساکا (JPN) · ماریا استادنیک (AZE) · Jessica Blaszka (NED) · Geneviève Morrison (CAN) · Li Hui (CHN) · Valentina Islamova (RUS) |
| مسابقات انتخابی پان آمریکن         | ۲       | |
| مسابقات انتخابی آسیا               | ۲       | |
| مسابقات انتخابی آفریقا و اقیانوسیه | ۲       | |
| مسابقات انتخابی اروپا              | ۲       | |
| مسابقات انتخابی جهانی اول          | ۳       | |
| مسابقات انتخابی جهانی دوم          | ۲       | |
| میزبان                             | ۰       | — |
| مجموع                              | ۱۹      | |

### ۶۳ کیلوگرم
| تورنمنت                            | سهمیه‌ها | کشتی گیران واجد شرایط |
| ---------------------------------- | ------- | --- |
| مسابقات قهرمانی جهان ۲۰۱۵          | 6       | اری توساکا (JPN) · ماریا استادنیک (AZE) · Jessica Blaszka (NED) · Geneviève Morrison (CAN) · Li Hui (CHN) · Valentina Islamova (RUS) |
| مسابقات انتخابی پان آمریکن         | ۲       | |
| مسابقات انتخابی آسیا               | ۲       | |
| مسابقات انتخابی آفریقا و اقیانوسیه | ۲       | |
| مسابقات انتخابی اروپا              | ۲       | |
| مسابقات انتخابی جهانی اول          | ۳       | |
| مسابقات انتخابی جهانی دوم          | ۲       | |
| میزبان                             | ۰       | — |
| مجموع                              | ۱۹      | |

### ۶۹ کیلوگرم
| تورنمنت                            | سهمیه‌ها | کشتی گیران واجد شرایط |
| ---------------------------------- | ------- | --- |
| مسابقات قهرمانی جهان ۲۰۱۵          | 6       | اری توساکا (JPN) · ماریا استادنیک (AZE) · Jessica Blaszka (NED) · Geneviève Morrison (CAN) · Li Hui (CHN) · Valentina Islamova (RUS) |
| مسابقات انتخابی پان آمریکن         | ۲       | |
| مسابقات انتخابی آسیا               | ۲       | |
| مسابقات انتخابی آفریقا و اقیانوسیه | ۲       | |
| مسابقات انتخابی اروپا              | ۲       | |
| مسابقات انتخابی جهانی اول          | ۳       | |
| مسابقات انتخابی جهانی دوم          | ۲       | |
| میزبان                             | ۰       | — |
| مجموع                              | ۱۹      | |

### ۷۵ کیلوگرم
| تورنمنت                            | سهمیه‌ها | کشتی گیران واجد شرایط |
| ---------------------------------- | ------- | --- |
| مسابقات قهرمانی جهان ۲۰۱۵          | 6       | اری توساکا (JPN) · ماریا استادنیک (AZE) · Jessica Blaszka (NED) · Geneviève Morrison (CAN) · Li Hui (CHN) · Valentina Islamova (RUS) |
| مسابقات انتخابی پان آمریکن         | ۲       | |
| مسابقات انتخابی آسیا               | ۲       | |
| مسابقات انتخابی آفریقا و اقیانوسیه | ۲       | |
| مسابقات انتخابی اروپا              | ۲       | |
| مسابقات انتخابی جهانی اول          | ۳       | |
| مسابقات انتخابی جهانی دوم          | ۲       | |
| میزبان                             | ۰       | — |
| مجموع                              | ۱۹      | |